# ميناء العريش
ميناء العريش، هو أحد الموانئ المصرية التابعة للهيئة العامة للمنطقة الاقتصادية لقناة السويس، ويقع على ساحل البحر المتوسط.

## التأسيس
تأسس الميناء عام 1996، بعد صدور قرار بتحويل ميناء العريش من ميناء صيد إلى ميناء تجاري، حيث قامت الهيئة العامة لميناء بورسعيد باعداد الميناء لاستقبال السفن التجارية.

## الموقع
يقع ميناء العريش على الساحل الشمالي لمدينة العريش بمحافظة شمال سيناء.

## مواصفات الميناء

### الأرصفة
1- يوجد بالميناء رصيف بطول 242 متر يستخدم للسفن التجارية بغاطس من 7-8 متر ورصيف اخر بطول 122 متر يستخدم للعائمات الصغيرة بعمق من 3-4 متر
2- يوجد ساحات تخزينية مغطاة بمساحة 2000 متر2 و ساحات غير مغطاة بمساحة 28000 متر 2

### المساعدات الملاحية
يتوافر المساعدات الملاحية التالية:
1- فنار بارتفاع 37 متر لمدى 18 ميل بحرى
2- عدد 2 شمندورة بوغاز

## أنشطة الميناء
- تصدير خامات سيناء التعدينية إلى دول البحر المتوسط والبحر الأسود
- استقبال سفن الصيد الصغيرة كذا سفن الوارد من البضاعة العامة

## =الاستثمار
- إنشاء رصفة بأطوال 2000 م تشمل محطة الحاويات، محطة للصب الجاف، محطة للبضائع العامة والرورو
- إنشاء ساحات تخزينية
- أعمال الشحن والتفريغ للبضائع بأنواعها
- إنشاء مارينا اليخوت
- إقامة مشروعات لوجيستية للصناعة التكميلية
- سيتوافر بالميناء ساحات تخزينية تصل إلى مليون متر مربع إلى جانب ارصفة بطول 2000 متر وزيادة العمق إلى 16 متر لتستوعب سفن تصل حمولاتها من 30 إلى 40 ألف طن بالإضافة إلى محطة الصب الجاف وأرضفة البضائع العامة وسفن الرورو ومحطة الحاويات.